# Mr. Cartoon
Mr. Cartoon è il primo EP del rapper italiano Vacca, pubblicato nel 2003 dalla Produzioni Oblio.

## Descrizione
Contiene i brani Mr. Cartoon, Non mollo con Soul Reveer e Disgustibus con Jack the Smoker, accompagnati dalle rispettive versioni strumentali, interamente curate da Mace.

## Tracce
1. Mr. Cartoon – 2:55
2. Non mollo (feat. Soul Reever) – 2:48
3. Disgustibus (feat. Jack the Smoker) – 3:34
4. Mr. Cartoon (strumentale) – 2:46
5. Non mollo (strumentale) – 2:48
6. Disgustibus (strumentale) – 3:34